# Thomas DiLorenzo
Thomas J. Di Lorenzo (nacido en 1954) es un profesor de economía en la Universidad Loyola Maryland, adherente a la escuela austriaca de economía e ideológicamente anarcocapitalista y libertario. Es un alto miembro del cuerpo docente del Instituto Mises y un académico afiliado a la League of the South Institute, el brazo de investigación de la Liga del Sur y el Instituto Abbeville. Tiene un doctorado en economía del Virginia Tech.
Di Lorenzo es autor de por lo menos diez libros, incluyendo The Real Lincoln: A New Look at Abraham Lincoln, His Agenda, and an Unnecessary War, How Capitalism Saved America: The 
Untold History of Our Country, From the Pilgrims to the Present, y Lincoln Unmasked: What You're Not Supposed To Know about Dishonest Abe. DiLorenzo se ha pronunciado en 
favor de la secesión de los Estados Confederados de América, la defensa de su derecho a la secesión es similar a la de los abolicionistas como Lysander Spooner. También ha cuestionado el crédito dado al New Deal para poner fin a la Gran Depresión.
Di Lorenzo da conferencias, y es orador del Instituto Mises.